# RÁBA-Steiger 250
A RÁBA-Steiger 250 a Rába Magyar Vagon- és Gépgyárban az amerikai Steiger cég (Cougar II típus) licence alapján gyártott, 250 lóerős, nagy teljesítményű, összkerékmeghajtású mezőgazdasági vontató (traktor).

## Története
1979-ben váltotta le a 245 lóerős sorozatot. Nagy vonóerejénél fogva elsősorban nagy tömegű talajművelő gépelemek (nehéztárcsa, eke) üzemeltetésére alkalmas. Laza talajon is tud dolgozni, mert akár 8 kereket is rá lehet szerelni, csökkentve a talajnyomást. Alapvető hiányossága, hogy összkerékhajtása olyan szerkezeti megoldású, hogy nincsen benne sem központi, sem tengelyenkénti differenciálzár, ezért már egy kerék kipörgése esetén is hamar elássa magát. Ezt a hiányosságot a Steiger-ből kifejlesztett, majd 1998-2001 között gyártott Rába 320-as típusú traktorokban pótolták, amelyekbe a legendás kombinát másik sikertermékét, a többek között Ikarus buszokat is hajtó Rába-MAN D10-es dízelmotort építették be.

## Rába-Steiger 250 műszaki adatai
A mezőgazdasági vontató adatai:

### Motor
Jele: 	D 2156 MTK L6
Névleges teljesítmény: 184 kW/250 LE
Névleges fordulatszám 	1900 1/min
Furat/löket: 121/150 mm
Össz lökettérfogat: 10,35 dm³
Turbófeltöltő: TO 5 B/A 1,54 G
Kompresszió viszony: 17:1

### Tüzelőanyagellátó rendszer
Adagolószivattyú: 	Bosch PES 6A 95D 410 RS 2108
Előbefecskendezési szög: 	24+-1°
Befecskendezési nyomás: 	175+-8 bar
Fordulatszám-szabályozó 	Bosch EP RSV 450..950
Levegőszűrő: száraz előszűrő, kétfokozatú papír-betétes finomszűrő, szűrőállapot indikátorral
Finomszűrő jele: Donaldson FHG-14-0054
Üzemanyagtartály térfogata: 780 l
Hidegindító: VISO F27 palackból működtethető

### Kenési rendszer
Olajszűrő: szitaszűrő papírszűrő betéttel, mellékáramkörben centrifugálszűrő
Olajcsere szükségessége: 100 üzemóránként
Feltöltési űrtartalom: 20 dm³
Hűtési rendszer zárt, kényszerkeringetéses
Feltöltési űrtartalom: 57 dm³

### Tengelykapcsoló
Jele: 	Dana-Spicer 2 tárcsás, szögrugós, kerámiabetétes, száraz, mechanikus
Sebességváltó 	tolóhüvelyes, mechanikus
Sebességek (névleges motorfordulatszámnál):
Gumiabroncs mérete: 20,8-34" 30,5-32"
Előremenet:
Terep 	km/h km/h
I. 	2,50 	2,57
III. 	4,12 	4,23
V. 	6,64 	6,80
VII. 	10,96 	11,23
IX. 	17,53 	17,95
Országúti 	km/h 	km/h
II. 	3,19 	3,26
IV. 	5,24 	5,36
VI. 	8,46 	7,52
VIII. 	14,00 	14,33
X. 	19,24 	22,80
Hátramenet: 	km/h 	km/h
I. 	2,51 	2,57
II. 	3,19 	3,27
Differenciálmű (elöl-hátul) kúpfogaskerekes
Feltöltési űrtartalom: 8-8 dm³
Kormánymű 	hidrosztatikus, ízelt
Szivattyú szállítási képessége: 60 dm³/min
Maximális nyomás: 105 bar

### Fékberendezés
Üzemi fék: 	hidraulikus működésű tárcsás előtétfék, 2 szegmenssel
Rögzítőfék: 	mechanikus, tárcsás előtétfék 1 db szegmenssel

### Járószerkezet
Gumiabroncsok mérete: 	20,8-34" iker/30,5-30" szimpla
nyomása: 	0,85-1 bar            1,4 bar
Nyomtávolság: 	3145 mm (külső)   2242 mm
Tengelytáv: 	3070 mm
Legkisebb fordulási sugár: 	7586 mm
Emelőberendezés 	hidraulikus, hárompont rendszerű
Névleges emelőképesség: 	44,1 KN
Emelési magasság: 	700 mm
Névleges szállítóképesség: 	74 dm³/min
Névleges nyomás: 	140 bar
Feltöltési űrtartalom: 	144 dm³
Vonószerkezetek
Vonórúd magassága a talajtól: 	355 mm

### Villamos berendezések
Akkumulátor: 	2 db 12 V 180 Ah
Generátor: 	Bosch K1/RL 14V,55A-20
Feszültségszabályozó: 	Bosch BO-AND 1/14 V egyoszlopos
Indítómotor: 	Bosch BO-KG 12 3 kW

### Külső méretek
Hosszúság: 	6170 mm
Szélesség: 	3675 mm (ikerkerékkel)
Magasság:3355 mm
Szabadmagassága: 355 mm
Tömegadatok ikerabroncsokkal szimpla kerékkel
Teljes tömeg: 	12 580 kg 	12 500 kg
Első tengelyre eső tömeg: 	5660 kg 	5620 kg
Hátsó tengelyre eső tömeg: 	6920 kg 	6880 kg